# Menzel Kamel
Menzel Kamel (arabe : منزل كامل) est une ville du Sahel tunisien située à une dizaine de kilomètres au sud de  M'saken et à une trentaine de kilomètres de Monastir et Sousse.
Rattachée au gouvernorat de Monastir, elle constitue une municipalité comptant 8 432 habitants en 2014.
Située au sein de la grande oliveraie du Sahel, la population est essentiellement employée dans l'agriculture mais, grâce à la participation des nombreux émigrés vivant en France, d'autres activités commerciales ont vu le jour comme la vente de pièces mécaniques ; ce commerce a été toutefois entravé par une loi[Laquelle ?] et connaît donc un fort déclin. 
La bourgade abrite également un souk qui se tient tous les dimanches. Menzel Kamel compte un lycée, deux écoles primaires, deux pharmacies, un hôpital et un bureau de la Poste tunisienne et deux banques privées (STB et UIB), ce qui en fait une ville de taille moyenne. 